# Alice in Wonderland (single)
Alice in Wonderland is een single van de meidengroep K3.
Het is de titelsong van de musical Alice in Wonderland, waarmee ze in 2011 in de theaters stonden. De single kwam uit op 14 februari 2011. De hoogste positie in Nederland in de Single Top 100 was plaats nummer 24; het nummer stond 4 weken in de Single Top 100. De hoogste positie in België in de Ultratop 50 was plaats nummer 7; daarin stond het nummer 6 weken.

## Tracklist
1. Alice in Wonderland (3:34)
2. Alice in Wonderland (instrumentaal) (3:34)

## Hitnotering
Nederlandse Single Top 100
| Alice in Wonderland in de Single Top 100 - binnen: 19-02-2011/Laatste notering 02-04-2011 | Alice in Wonderland in de Single Top 100 - binnen: 19-02-2011/Laatste notering 02-04-2011 | Alice in Wonderland in de Single Top 100 - binnen: 19-02-2011/Laatste notering 02-04-2011 | Alice in Wonderland in de Single Top 100 - binnen: 19-02-2011/Laatste notering 02-04-2011 | Alice in Wonderland in de Single Top 100 - binnen: 19-02-2011/Laatste notering 02-04-2011 | Alice in Wonderland in de Single Top 100 - binnen: 19-02-2011/Laatste notering 02-04-2011 |
| Week                                                                                      | 1                                                                                         | 2                                                                                         | 3                                                                                         | 4                                                                                         |                                                                                           |
| ----------------------------------------------------------------------------------------- | ----------------------------------------------------------------------------------------- | ----------------------------------------------------------------------------------------- | ----------------------------------------------------------------------------------------- | ----------------------------------------------------------------------------------------- | ----------------------------------------------------------------------------------------- |
| Nummer                                                                                    | 37                                                                                        | 24                                                                                        | 58                                                                                        | 98                                                                                        | uit                                                                                       |

Vlaamse Ultratop 50
| Tele-Romeo in de Ultratop 50 - binnen: 26-02-2011/Laatste notering 02-04-2011 | Tele-Romeo in de Ultratop 50 - binnen: 26-02-2011/Laatste notering 02-04-2011 | Tele-Romeo in de Ultratop 50 - binnen: 26-02-2011/Laatste notering 02-04-2011 | Tele-Romeo in de Ultratop 50 - binnen: 26-02-2011/Laatste notering 02-04-2011 | Tele-Romeo in de Ultratop 50 - binnen: 26-02-2011/Laatste notering 02-04-2011 | Tele-Romeo in de Ultratop 50 - binnen: 26-02-2011/Laatste notering 02-04-2011 | Tele-Romeo in de Ultratop 50 - binnen: 26-02-2011/Laatste notering 02-04-2011 | Tele-Romeo in de Ultratop 50 - binnen: 26-02-2011/Laatste notering 02-04-2011 |
| Week                                                                          | 1                                                                             | 2                                                                             | 3                                                                             | 4                                                                             | 5                                                                             | 6                                                                             |                                                                               |
| ----------------------------------------------------------------------------- | ----------------------------------------------------------------------------- | ----------------------------------------------------------------------------- | ----------------------------------------------------------------------------- | ----------------------------------------------------------------------------- | ----------------------------------------------------------------------------- | ----------------------------------------------------------------------------- | ----------------------------------------------------------------------------- |
| Nummer                                                                        | 18                                                                            | 7                                                                             | 13                                                                            | 19                                                                            | 29                                                                            | 35                                                                            | uit                                                                           |